# Rafael Márquez Lugo
Rafael Márquez Lugo (Città del Messico, 2 novembre 1981) è un ex calciatore messicano, di ruolo attaccante.

## Carriera

### Club
Debutta il 10 settembre 2000 in Pumas-Monterrey 0-0; nella sua prima stagione nella Primera División messicana gioca solo i 44 minuti della sua partita d'esordio. Nel 2003 si trasferisce al Jaguares de Chiapas, dove in due stagioni segna solo 3 reti, tutte nella prima parte della stagione. Trasferitosi al Morelia trova più continuità di gioco, giocando da titolare in attacco. Dopo la stagione di Clausura 2007 si trasferisce al Pachuca, con il quale disputa la Coppa del mondo per club FIFA 2007; nel 2008 passa prima al Tecos de la UAG e poi al Club América.
Nel 2009 passa all'Atlante, dopo una stagione torna in prestito al Morelia, dove mette a segno quindici reti in trentanove partite, successivamente il club decide di acquistarlo a titolo definitivo.

### Nazionale
Nel 2004 inizia a essere convocato dalla nazionale messicana; ha disputato la FIFA Confederations Cup 2005. Viene inserito nella lista dei convocati per la Copa América 2011 come fuoriquota.

## Palmarès

### Club

#### Competizioni internazionali
- SuperLiga nordamericana: 1

Morelia: 2010